# Castiglion Fibocchi
Castiglion Fibocchi és un municipi situat al territori de la província d'Arezzo, a la regió de la Toscana (Itàlia).
Limita amb els municipis d'Arezzo, Capolona, Laterina, Loro Ciuffenna, Talla i Terranuova Bracciolini.
La frazione de Gello Biscardo pertany al municipi de Castiglion Fibocchi.

## Galeria fotogràfica

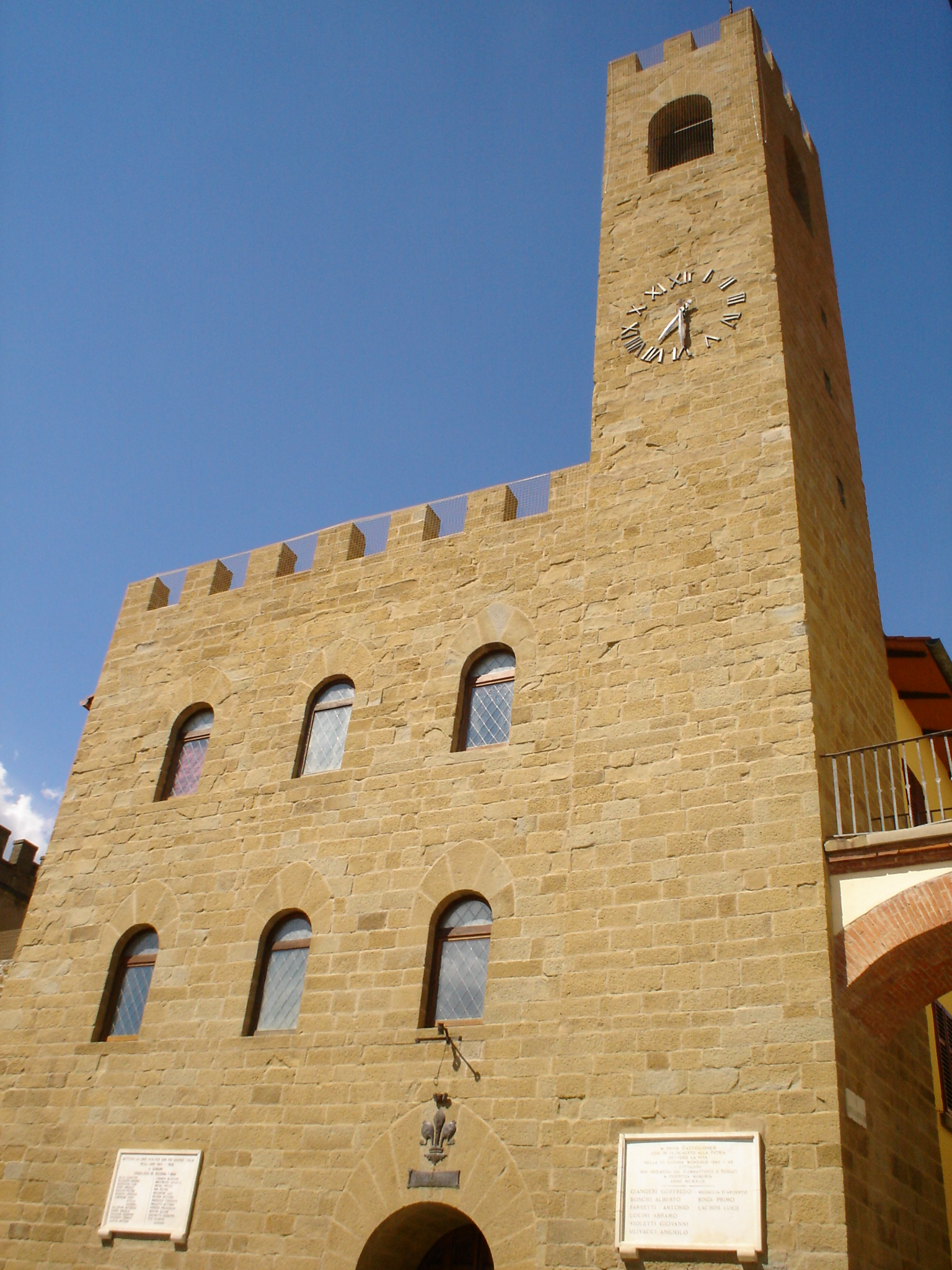
Ajuntament
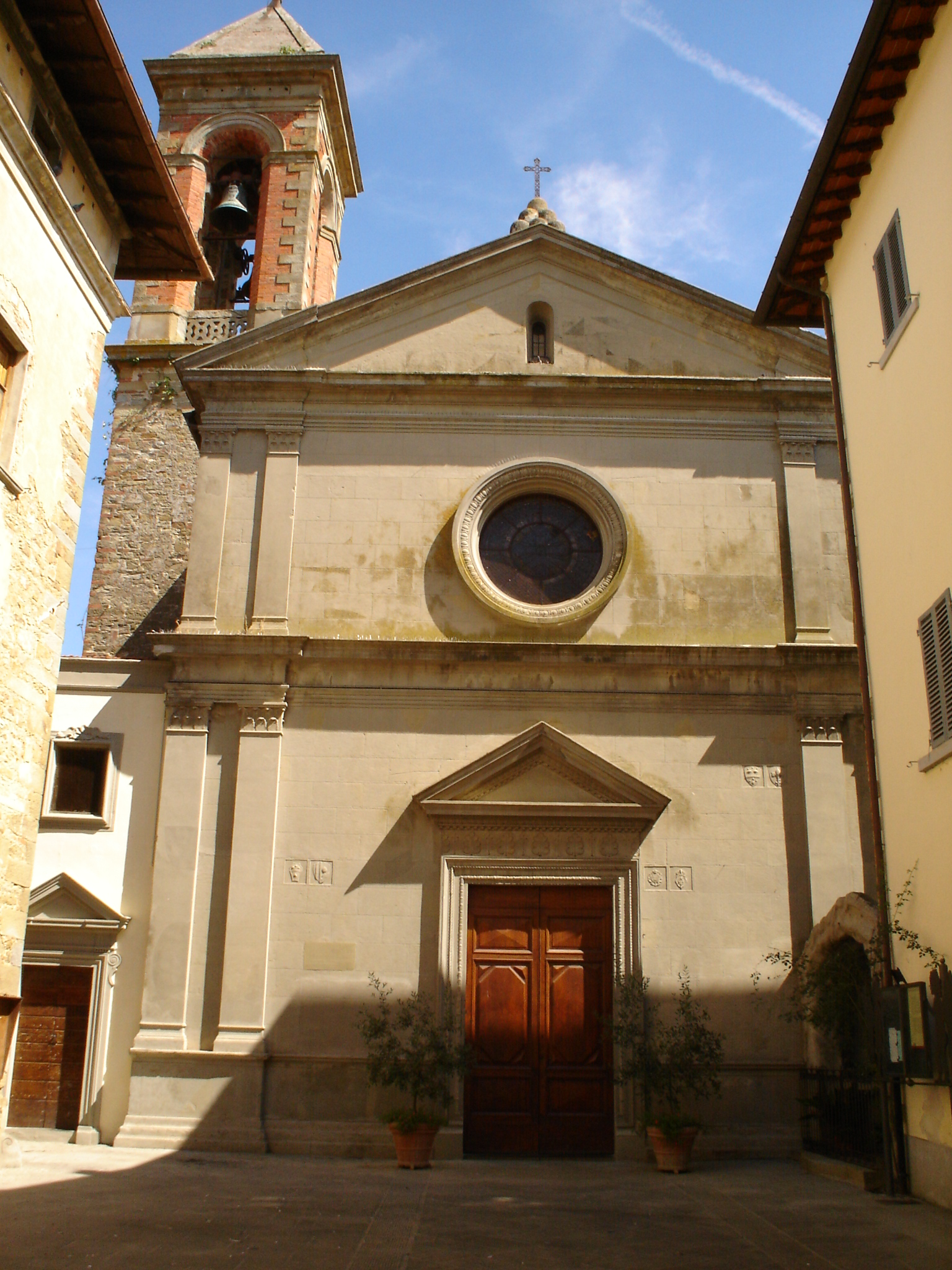
Església de S. Pere